# Nellie the Elephant
Nellie the Elephant è una serie animata britannica creata da Terry Ward per conto di FilmFair, Flicks Films e 101 Film Productions. Il cartone è inedito in Italia. Le voci nella versione originale in inglese del cartone sono della cantante Lulu e di Tony Robinson.

## Trama
Liberamente ispirata alla canzone per bambini Nellie the Elephant, il cartone parla di un'elefantessa color rosa, che se ne torna a casa a Mandalay dopo essere fuggita da un circo dove faceva la ballerina. Negli episodi incontra nuovi personaggi e se ne va per lunghi viaggi pieni di avventure, che spesso si svolgono nel Regno Unito.

## Episodi
| Stagioni       | Episodi | Prima TV Regno Unito |
| -------------- | ------- | -------------------- |
| Prima stagione | 30      | 1990                 |